# Henry Manox
Henry Manox, född cirka 1515, död efter 1541, var en engelsk musiklärare. Han är främst känd för att ha haft en kärleksaffär med drottning Katarina Howard, innan hon blev Henrik VIII:s femte hustru. 
Han tillhörde personal vid änkehertiginnan Agnes Howards hushåll i Horsham och Lambeth. Under sin tid där undervisade han Katarina Howard i musik och sång. När änkehertiginnan upptäckte att de kysste varandra hade hon slagit både Katarina och Manox och förbjudit dem att i fortsättningen vara ensamma med varandra. Detta ska ha skett omkring 1535, vilket (beroende på när Katarina föddes, vilket inte är helt klarlagt) innebär att Katarina då var mellan elva och fjorton år gammal. 
När Katarina Howard hade ett förhållande med Francis Dereham, talade dock Manox om för änkehertiginnan att Katarina och Dereham hade ett förhållande genom ett anonymt brev, något som ledde till ett stort uppträde och att Dereham kastades ur huset och förvisades till Irland. 
Katarina Howard gifte sig 1540 med Henrik VIII och blev drottning. 2 november 1541 inleddes en undersökning om drottning Katarina Howards sexualliv sedan Mary Lascelles uppgett att hon inte varit oskuld när hon gifte sig med kungen med hänvisning till vad som skett i Lambeth. Mary vittnade om att hon hade förebrått Manox för hans beteende med Howard, men att han hade svarat att Howard hade lovat att han skulle få ta hennes oskuld och sedan gifta sig med henne. Hon hade då avslöjat att Howard hade ett förhållande med Dereham sedan en tid tillbaka, och att Manox sedan hade avslöjat saken för änkehertiginnan. 
Henry Manox och Francis Dereham blev båda gripna och förhörda. Henry Manox erkände att han hade kysst Katarina och försökt förföra henne. Han erkände att han hade känt fler delar av henne än vad som var passande, något Katarina själv uppgav när hon i sin tur förhördes. Han påstod dock aldrig att han hade haft fullbordat samlag med henne, något Katarina heller aldrig påstod. 
Francis Dereham och Thomas Culpeper avrättades båda för högförräderi mot kungen genom äktenskapsbrott med drottningen 10 december 1541. Riksrådet trodde på Henry Manox vittnesmål om att han aldrig haft haft penetrativt samlag med Katarina och han blev därför frikänd och frisläppt. 